# Holt (Worcestershire)
Holt – wieś i civil parish w Anglii, w Worcestershire, w dystrykcie Malvern Hills. W 2011 roku civil parish liczyła 717 mieszkańców. Holt jest wspomniana w Domesday Book (1086) jako Holte. W obszar civil parish wchodzi także Holt Heath.